# Rue Mizon
Rue Mizon är en gata i Quartier Necker i Paris femtonde arrondissement. Gatan är uppkallad efter den franske upptäcktsresanden Louis Alexandre Antoine Mizon (1853–1899). Rue Mizon börjar vid Rue Brown-Séquard 6 bis–8 och slutar vid Boulevard Pasteur 63.

## Omgivningar
- Saint-Jean-Baptiste-de-La-Salle
- Jardin Atlantique
- Rue Dalou

## Bilder
| - Gatuskylt. - Saint-Jean-Baptiste-de-La-Salle. - Jardin Atlantique. |

## Kommunikationer
- Tunnelbana – linje  – Pasteur
- Tunnelbana – linjerna     – Montparnasse – Bienvenüe
- Busshållplats Pasteur – Falguière – Paris bussnät

### Webbkällor
- ”Rue Mizon”. Mairie de Paris. https://web.archive.org/web/20150910024408/http://www.v2asp.paris.fr/commun/v2asp/v2/nomenclature_voies/Voieactu/6319.nom.htm. Läst 27 oktober 2023.
- ”Rue Mizon”. Les rues de Paris. https://web.archive.org/web/20170531202924/http://www.parisrues.com/rues15/paris-15-rue-mizon.html. Läst 27 oktober 2023.